# 信夫清三郎
信夫 清三郎（しのぶ せいざぶろう、1909年4月8日 - 1992年10月10日）は、日本の政治学者・歴史学者。日本政治学会理事長。名古屋大学名誉教授。

## 来歴
外交官で国際法学者の信夫淳平の三男として、父の任地である韓国の仁川で生まれる。信夫韓一郎（新聞記者、元朝日新聞社代表取締役専務）は兄。1934年、九州帝国大学を卒業し、マルクス主義的な立場から在野で日本近代史の研究を行う。唯物論研究会に所属し、1938年には治安維持法違反容疑で、特別高等警察に逮捕されたこともある。
1943年9月に出版した『ラッフルズ――イギリス近代的植民政策の形成と東洋社会』（日本評論社）は、発売一週間で内務省により敵国のイギリスを褒めているという理由で発売禁止の処分を受けた。
戦後、内閣調査室の職員が進歩的文化人攻撃のため「内外文化研究所」と名を偽り出版した『学者先生戦前戦後言質集』（1954年、全貌社）には、信夫の戦時中の主張として「大東亜戦争が米英両国の世界支配から被支配民族を解放して、諸民族の自主的生活圏を建設しようとする民族解放のための戦争であることは、すでに説明を要しないほど明かにされているのであるが、この大東亜戦争を日本が敢行するための国際的な体制は、東亜においては、日満華三国の協力によって与えられ、世界的には日独伊の三国同盟によって与えられている」（昭和十七年五月『改造』誌掲載「日本外交研究の課題」）という記述が引用された。
大正時代の政治史研究のパイオニアであり、「大正デモクラシー」の命名者としても知られる。1950年、名古屋大学法学部教授に迎えられ、1953年には『大正政治史』によって毎日出版文化賞を受賞した。1973年に名古屋大学を退官した後も、旺盛に執筆活動を続けた。

## 著書

### 単著
- 『日清戦争――その政治的・外交的観察』（福田書房、1934年／増補版・藤村道生校訂、南窓社、1970年）
- 『陸奥外交――日清戦争の外交史的研究』（叢文閣、1935年）
- 『唯物論全書（23）外交論』（三笠書房、1936年）
- 『人物再検討叢書（8）陸奥宗光』（白揚社、1938年）
- 『後藤新平――科学的政治家の生涯』（博文館、1941年）
- 『近代日本外交史』（中央公論社、1942年）
- 『近代日本産業史序説』（日本評論社、1942年）
- 『ラッフルズ――イギリス近代的植民政策の形成と東洋社会』（日本評論社、1943年）
  - 新版『ラッフルズ伝―イギリス近代的植民政策の形成と東洋社会』（平凡社東洋文庫、1968年）、ISBN 4-58-280123-4
- 『日本の独占資本主義（上）』（青木書店、1948年）
- 『日本の資本主義 上巻』（プレブス社、1948年）
- 『マニュファクチュア論』（河出書房、1949年）
- 『新成唯物論全書（42）民主主義革命の理論』（唯物論研究所、1949年）
- 『明治政治史』（弘文堂、1950年）
- 『大正政治史（全4巻）』（河出書房、1951-1952年／新版・勁草書房、1968年）
- 『現代日本政治史 第1（大正デモクラシー史・全3巻）』（日本評論新社、1954-1959年）
  - 改題新版『大正デモクラシー史』（日本評論社、1978年）
- 『安保闘争史――三五日間政局史論』（世界書院、1961年、新装版1969年）
- 『戦後日本政治史――1945-1952（全4巻）』（勁草書房、1965-1967年）
- 『朝鮮戦争の勃発』（福村出版、1969年）
- 『象山と松陰――開国と攘夷の論理』（河出書房新社、1975年）
- 『日本政治史（全4巻）』（南窓社、1976-1982年）
- 『江戸時代――鎖国の構造』（新地書房、1987年）
- 『「太平洋戦争」と「もう一つの太平洋戦争」――第二次大戦における日本と東南アジア』（勁草書房、1988年）
- 『聖断の歴史学』（勁草書房、1992年）

### 編著
- 『現代政治史年表』（三一書房、1960年）
- 『日本政治読本』（東洋経済新報社、1960年）
- 『日本の外交』（毎日新聞社、1961年）
- 『日本外交史――1853-1972（全2巻）』（毎日新聞社、1974年）

### 共著
- （服部之総）『明治染織経済史――織物業における産業革命』（白揚社、1937年）
- （服部之総）『日本マニュファクチュア史論――秋田木綿と久留米絣の生産形態』（育生社、1937年／再版、真善美社、1948年）
- （古島敏雄・栗原百寿・大谷省三・福島要一）『日本農業と農業革命』（八雲書店、1948年）
- （渡部徹・小山弘健）『講座現代反体制運動史（全3巻）』（青木書店、1960年）
- （中山治一）『日露戦争史の研究』（河出書房新社、1959年／改訂版、1972年）

## 追悼文集
- 信夫清三郎先生追悼文集編集委員会編『歴史家・信夫清三郎――経営は政治と同様に決断である学問は疑問である』（勁草書房、1994年）